# Jaka
Jaka je moško osebno ime.

## Izvor imena
Ime Jaka je različica moškega osebnega imena Jakob 

## Pogostost imena
Po podatkih Statističnega urada Republike Slovenije je bilo na dan 31. decembra 2007 v Sloveniji število moških oseb z imenom Jaka: 3.528. Med vsemi moškimi imeni pa je ime Jaka po pogostosti uporabe uvrščeno na 70. mesto.

## Znane osebe
- Jaka Lakovič, slovenski košarkar
- Jaka Blažič, slovenski košarkar

## Osebni praznik
V koledarju je ime Jaka zapisano skupaj z imenom Jakob.